# Il·lustració escocesa

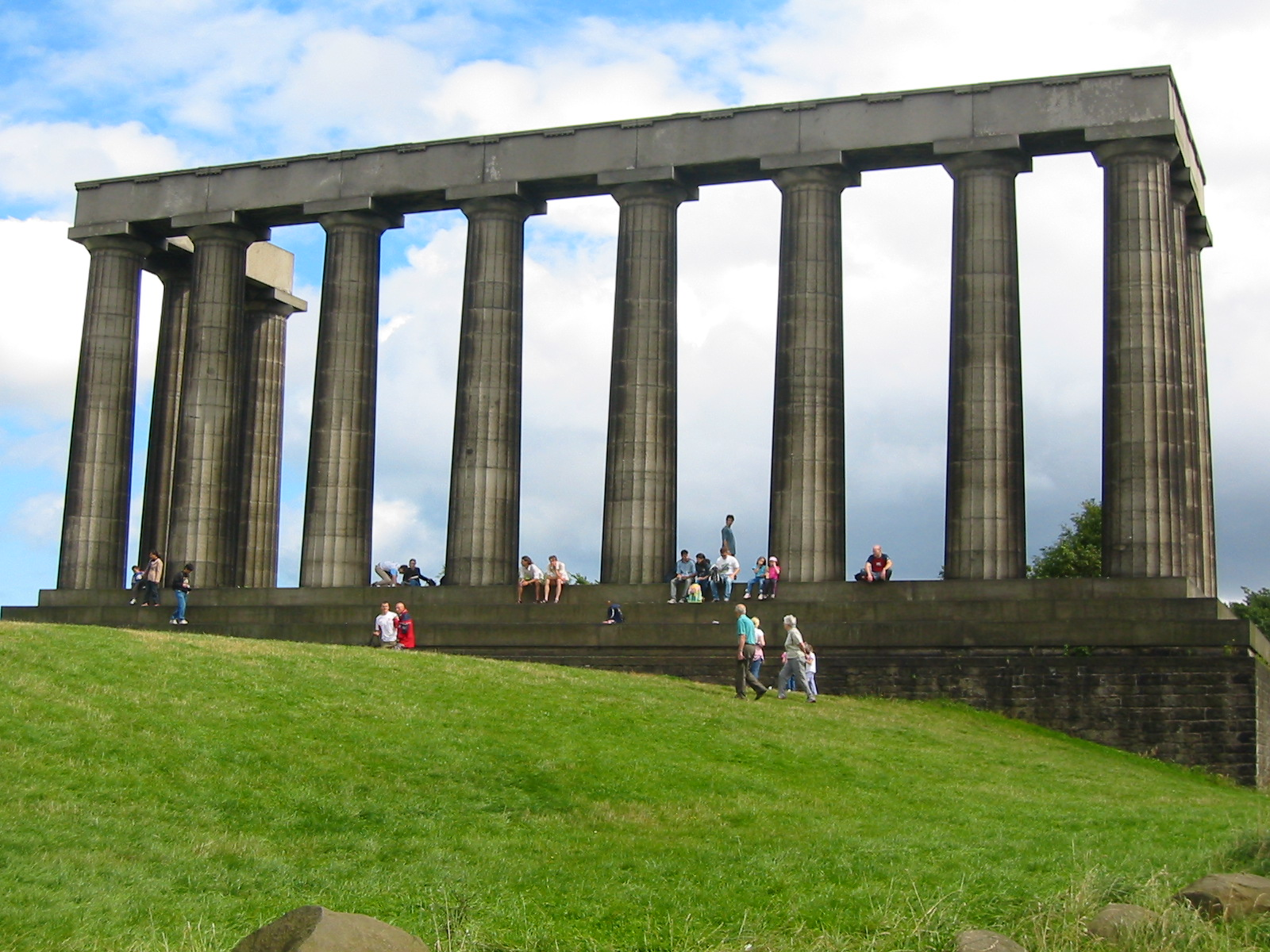
Monument nacional d'Edimburg, lAtenes del Nord.

La Il·lustració escocesa fou un moviment cultural del segle xviii caracteritzat per la destacada producció intel·lectual, científica i cultural desenvolupada a Escòcia, sobretot a partir de la segona meitat de segle. Sovint vista com una edat d'or en la història del país, la Il·lustració escocesa significà l'eclosió cultural dels escocesos, que es van internacionalitzar i convertiren Escòcia en un dels principals focus culturals d'Europa. Cap al 1750, els escocesos es comptaven entre els habitants més cultes del continent, amb una taxa d'analfabetisme estimada en només el 25%. L'impacte del moviment fou notable: en algun moment de la segona meitat del segle xviii, Edimburg va passar a tenir el pseudònim d'Atenes del Nord.
La Il·lustració escocesa abraçà els preceptes humanistes i racionalistes de la Il·lustració europea, i es va deixar influir principalment pels intel·lectuals francesos, país amb qui Escòcia sempre havia mantingut contacte. Tanmateix, en comptes de conformar-se a ser una simple còpia de la Il·lustració francesa, l'escocesa es caracteritzà pel seu esperit original i innovador; els intel·lectuals escocesos reafirmaren la importància de la raó, negaren qualsevol tipus d'autoritat que no pogués ser justificada amb aquesta, i sostingueren un punt de vista essencialment optimista sobre la capacitat de l'individu per a contribuir i millorar la societat i la natura, emprant únicament el seu propi enteniment.
Fou aquesta última característica la que va marcar la diferència fonamental entre la Il·lustració escocesa i la resta de moviments il·lustrats, en plantejar de manera seriosa la necessitat i l'obligació de dur a terme les idees il·lustrades. Així doncs, a Escòcia la Il·lustració es caracteritzaria per ser eminentment pràctica i empirista; aquests dos aspectes es van valorar com les principals virtuts que conduïen al progrés, la millora i el benefici pràctic de l'individu i de la societat en conjunt.
Entre les produccions més destacades d'aquest moviment es troben fites en filosofia, economia, geologia, enginyeria i sociologia. Algunes de les principals figures de la Il·lustració escocesa foren el filòsof Francis Hutcheson, el filòsof David Hume, l'economista Adam Smith, el filòsof Thomas Reid, l'antropòleg Lord Kames, Adam Ferguson, John Playfair, el químic Joseph Black, l'enginyer James Watt i el lingüista Lord Monboddo.
Els efectes de la Il·lustració escocesa es feren notar més enllà de les fronteres del país, no només pel prestigi i l'afecte que van atènyer les idees i actituds d'aquest moviment, sinó perquè molts immigrants escocesos portaren aquestes idees a les colònies angleses a Amèrica, i influïren de manera decisiva en el desenvolupament dels futurs Estats Units d'Amèrica i de la societat industrialitzada.

## Orígens: L'Acta d'Unió del 1707
El 1707, el Parlament Anglès aprovà l'Acta d'Unió que abolia el Regne d'Escòcia com a entitat formalment independent d'Anglaterra i creava el Regne Unit, format per Anglaterra, Escòcia i Gal·les. L'Acta d'Unió alterà de manera fonamental el lloc d'Escòcia al món. A conseqüència d'això, els escocesos es veren desplaçats políticament (fet que conduí al desenvolupament del nacionalisme escocès), però foren forçats a abandonar les seves actituds d'aïllament (sorgides de la seva contínua oposició al Regne d'Anglaterra), i a obrir-se al món. Això, juntament amb l'expansió del nou Imperi Britànic, del qual formaven part, va conduir a un renaixement del pensament filosòfic al país, que produí una gran varietat d'intel·lectuals en totes les branques del saber.
Probablement la regió més pobra de l'Europa Occidental el 1707, a partir de la Unió, Escòcia va poder dirigir la seva atenció al món sense l'oposició d'Anglaterra, que sempre havia vist qualsevol intent d'acostament a l'exterior d'Escòcia com una possible aliança militar en contra seva. Establerta la Unió, les pretensions angleses semblaven garantides, i Escòcia, esgotada econòmicament rere una sèrie d'enfrontaments amb Anglaterra que enfonsaven les seves arrels a l'expulsió de la Casa dels Stuart del tron anglès, va saber aprofitar l'impuls del lliure comerç amb els territoris de l'Imperi britànic per a recuperar-se econòmicament de manera espectacular. L'església escocesa, de denominació calvinista, promouria al mateix temps l'establiment del primer sistema públic d'ensenyament a Europa. Per al calvinisme, la formació de missioners, clergues i experts teòlegs era una cosa fonamental, que no havia de relegar-se únicament a un sector privilegiat, sinó obrir-se a tota la societat, ja que tot el poble era part de la comunitat cristiana. La necessitat de promoure una educació general bàsica destinada a aquests fins ja havia estat duta a terme pel mateix Joan Calví en el segle xvi, i l'església presbiteriana escocesa no feu sinó desenvolupar-ne el pla.
Amb aquest estímul doble, el de l'ensenyament i el del desenvolupament econòmic, aviat sorgiren a Escòcia una sèrie de pensadors que començarien la característica revisió crítica de totes les coses anteriors; les tradicionals connexions escoceses amb França, llavors bressol de la Il·lustració, feren que els escocesos comencessin a desenvolupar una branca de la Il·lustració inusualment pràctica, fins al punt que Voltaire afirmés que "mirem a Escòcia per trobar totes les nostres idees sobre la civilització".

## Empirismei raonament inductiu
El primer gran filòsof de la Il·lustració escocesa va ser Francis Hutcheson, catedràtic de filosofia a la Universitat de Glasgow des del 1729 fins al 1746. Filòsof moral amb alternatives a les idees de Thomas Hobbes, una de les seves principals contribucions va ser el desenvolupament del primer utilitarisme i del principi conseqüencionalista que diu que és la virtut la que proporciona, en les seves pròpies paraules, "la major de les felicitats al nombre més gran de persones".

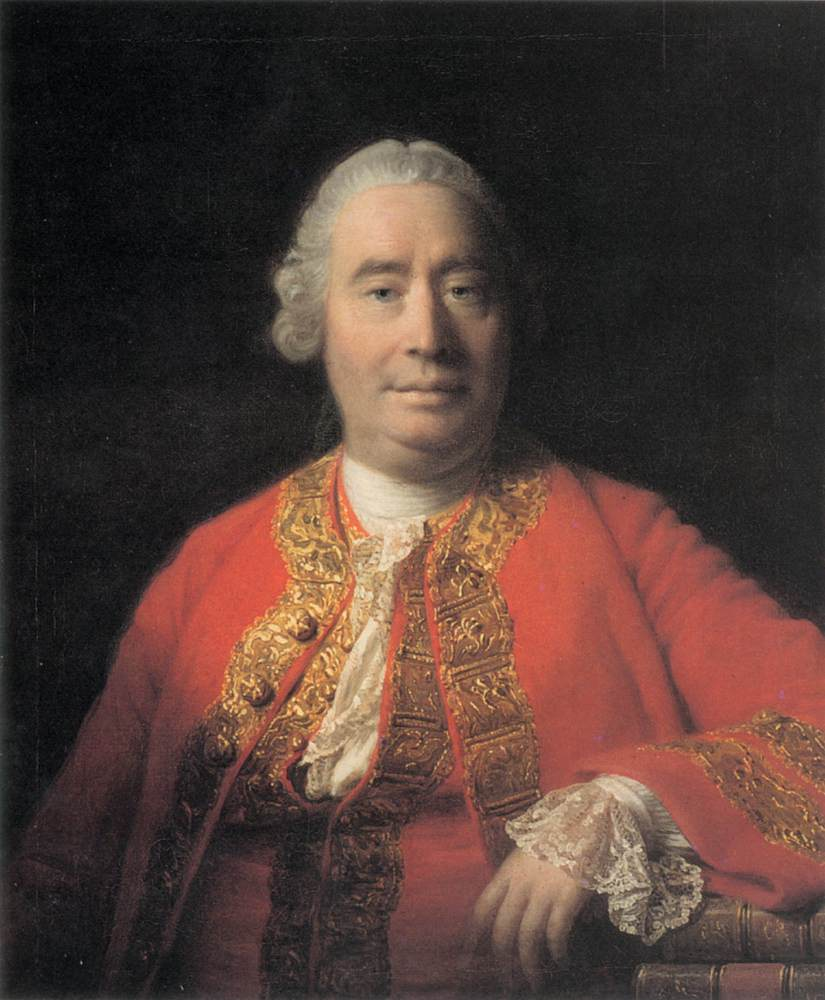
David Hume

Bona part del nucli central del mètode científic (la naturalesa del coneixement, la prova, l'experiència i la causalitat) i algunes de les actituds modernes pel que fa a la relació entre ciència i religió van ser desenvolupades pel filòsof més famós de la Il·lustració escocesa, David Hume. "Com a molts dels intel·lectuals escocesos, Hume reverenciava la nova ciència de Copèrnic, Bacon, Galileu, Kepler i Newton; creia en el mètode experimental i avorria la superstició".[5] Les idees de Hume, influenciades per l'empirisme de Locke, s'oposaven frontalment a l'escola racionalista de Descartes; i va ser el primer a assenyalar el Problema de la Inducció, en virtut del qual demostrava la impossibilitat de construir lleis generals a partir de fets individuals. Això va conduir al marcat pessimisme de la filosofia de Hume, que al seu torn va esperonar la filosofia d'Immanuel Kant.

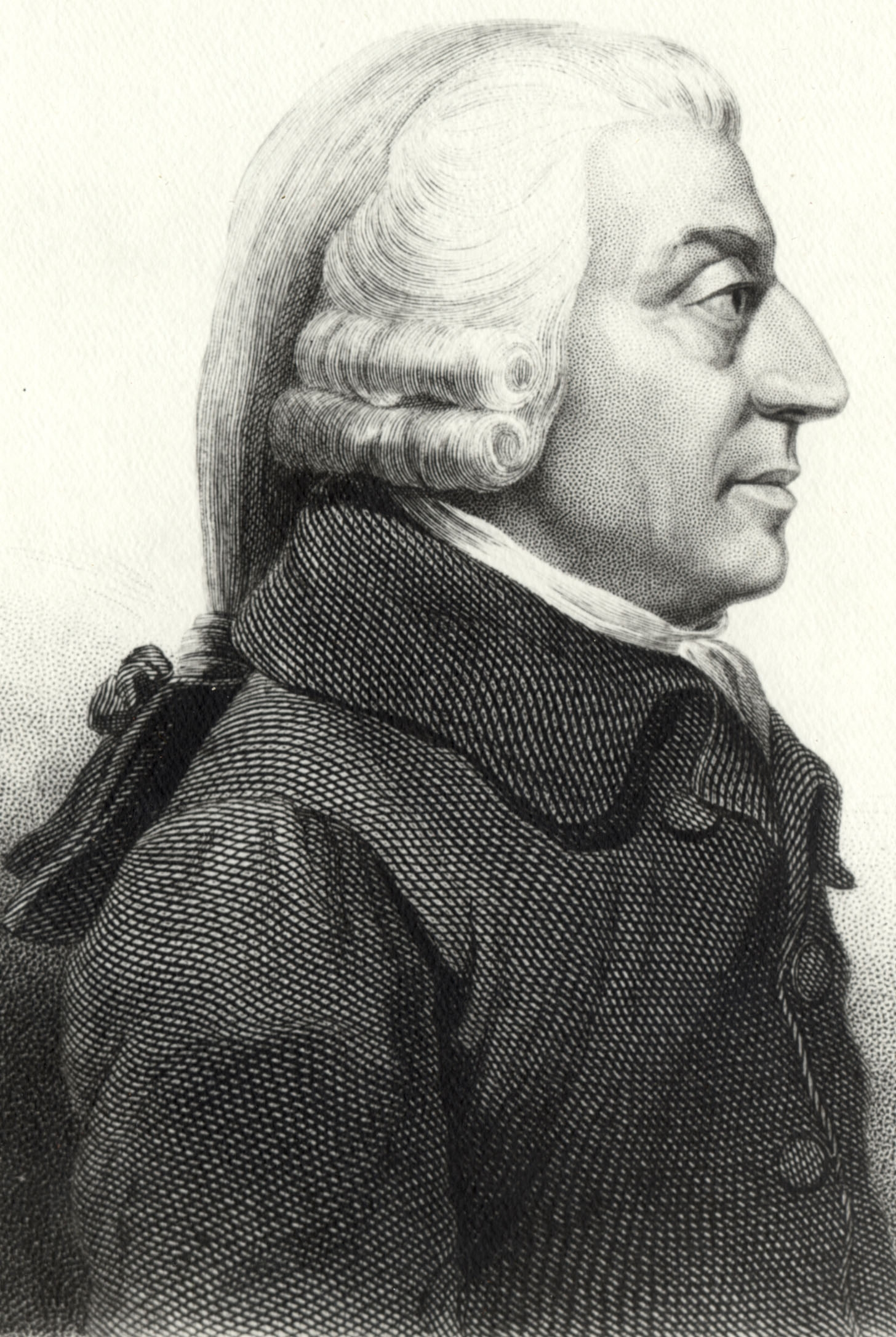
Adam Smith

Una de les figures més transcendentals de la Il·lustració escocesa va ser Adam Smith. Metge de formació i filòsof de professió, Adam Smith va ser conegut en vida sobretot per la seva obra Teoria dels sentiments morals, en la qual desgranava el paper de l'individu en la societat, i construïa una moral pública. No obstant això, la seva obra més coneguda i influent és La riquesa de les nacions, tractat fundacional del liberalisme i de l'economia moderna. Aquesta obra va tenir un impacte immediat en l'economia britànica, i fins i tot avui dia és un referent en les teories i les decisions econòmiques del segle xxi, sobretot pel que fa a les seves actituds enfront del capital humà i la política econòmica dels governs.

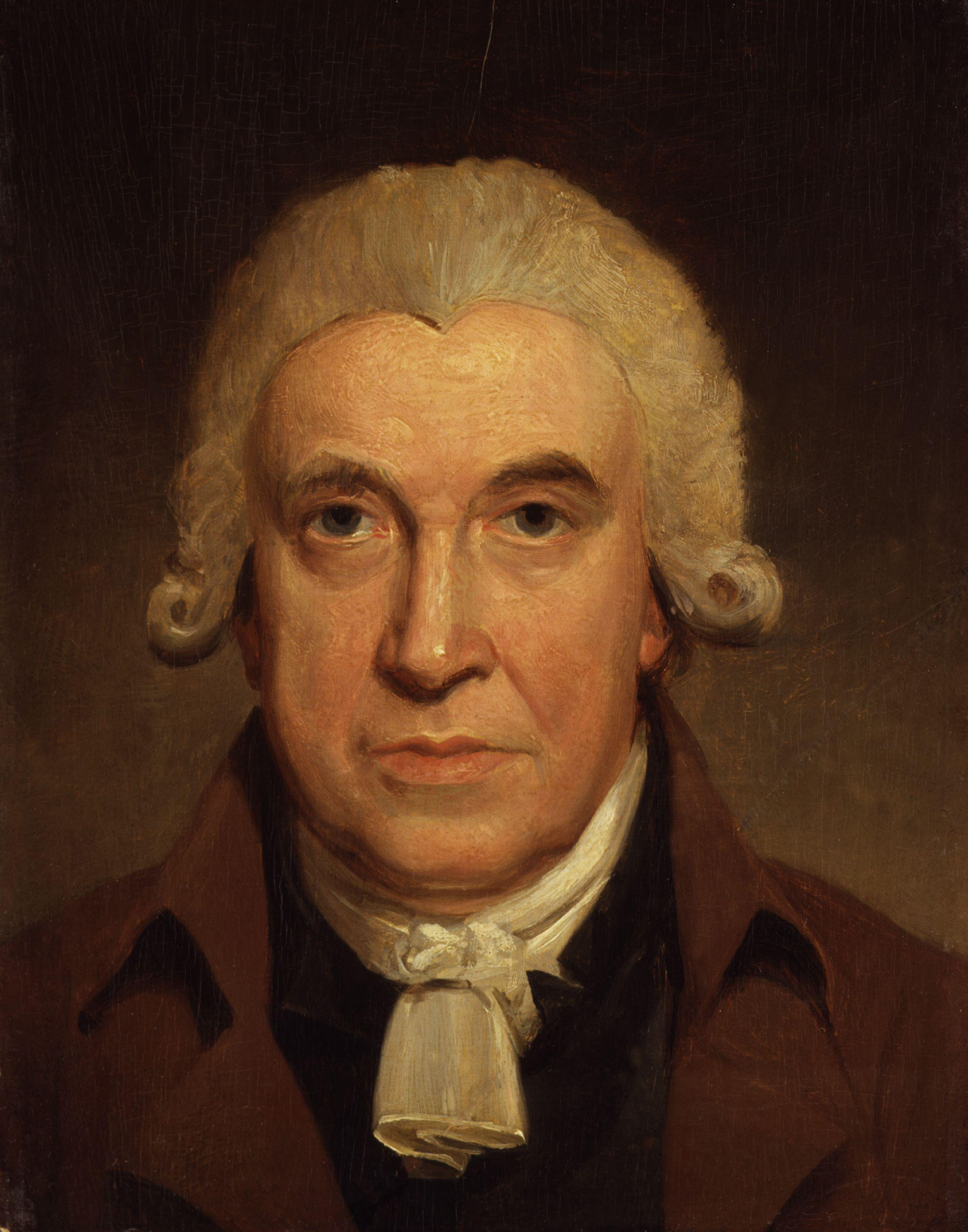
James Watt

Els pensadors escocesos van desenvolupar el que Hume va anomenar la ciència de l'home, això és, l'antropologia, que va ser desenvolupada per intel·lectuals com Lord Monboddo, Adam Ferguson, John Miler, Lord Kames i William Robertson, tots els quals van abordar l'estudi científic de com els éssers humans s'havien comportat en les cultures antigues i primitives, i quins havien estat els canvis que havien portat al progrés. Van estudiar les forces de la modernitat, reunint-se comunament en els cafès i salons literaris de Lord Kames i Lord Monboddo.
L'aspecte més pràctic de la il·lustració escocesa es materialitza en la figura de l'enginyer James Watt, creador de la màquina de vapor i del regulador centrífug de Watt, que van esperonar el desenvolupament de la Revolució Industrial. Les aplicacions de tots aquests invents, que permetien accelerar i abaratir la producció industrial, van col·locar econòmicament el Regne Unit al capdavant d'Europa. La millora en la capacitat de producció industrial va anar acompanyada pels estudis empírics de diversos terratinents escocesos, que van pretendre millorar la productivitat agrícola introduint tècniques com ara el sistema Norfolk o la rotació de cultius, estudiant les plantes que millor s'adaptaven al mitjà escocès i començant la mecanització del camp. També es van fer les primeres reforestacions en massa: una visita de Samuel Johnson a Escòcia el 1774, en la qual va assenyalar mordaçment l'escassa presència d'arbres tant a les terres altes com a les baixes va conduir a una campanya de reforestació del territori duta a terme amb zel intens, que va tenir com a conseqüència col·lateral la millora de la qualitat dels terrenys escocesos.
Encara que la il·lustració escocesa va concloure formalment a la fi del segle xviii, va deixar a Escòcia un profund pòsit cultural que justifica la desproporcionada quantitat de científics i enginyers escocesos que destacaren en les ciències i les lletres britàniques dels segles XVIII i xix. Cal esmentar, entre d'altres, James Hutton, James Watt, William Murdoch, James Clerk Maxwell, Lord Kelvin, William Rankine, Alexander Graham Bell i sir Walter Scott.